# Zielona Dolina
Zielona Dolina – naturalne zagłębienie terenu w Szczecinie, w zachodniej części Puszczy Bukowej. Dolina ciągnie się na południe od ul. Polarnej w Kluczu do drogi prowadzącej z Radziszewa do Chlebowa. Teren po części pokryty naturalnymi łąkami i zaroślami. Zachodni fragment doliny wykorzystany jest pod ogródki działkowe. Przez Zieloną Dolinę płynie Wełtyński Strumień.